# Мишка на севере (фильм)
«Мишка на севере» — советская кинокомедия 1979 года, снятая Сергеем Шпаковским на Центральной киностудии детских и юношеских фильмов им. М. Горького.
Премьера фильма состоялась 19 октября 1979 года. Фильм посмотрели 1,7 млн зрителей за первый год демонстрации.

## Сюжет
Молодой водитель вездехода Мишка Ручкин, отработав в Заполярье, решает побывать в Москве чтобы провести летний отпуск. Но осуществить задуманное у него не получилось: сначала из-за непогоды самолёт изменил курс, потом Мишка помогает водителю вездехода, затем совершает многочисленные приключения на Севере, и, наконец, встречает девушку Зою, которая ждала его возвращения.

## Роли исполняют
- Владимир Пучков — Мишка Ручкин
- Ольга Агеева — Зоя
- Николай Федорцов — командир экипажа Журавлёв
- Николай Мерзликин — второй пилот Букашкин
- Даниил Нетребин — штурман Пал Палыч
- Александр Вигдоров — бортмеханик Базанов
- Владимир Носик — радист Вова
- Сергей Шпаковский — доктор Савелий
- Юрий Шлыков
- Алексей Ванин
- Вадим Захарченко
- Павел Винник
- Юрий Чернов
- Нина Чуб
- Валентин Брылеев

## Съёмочная группа
- Режиссер: Сергей Шпаковский
- Автор сценария: Александр Марьямов
- Оператор: Аурелиус Яциневичюс
- Художник-постановщик: Олег Арадушкин
- Композитор: Сергей Самойлов
- Звукорежиссер: Юрий Дмитриев
- Монтаж: Нина Божикова
- Инструментальный ансамбль «Панорама», руководитель Владимир Давыденко